# Tunocaria rubiginosa
Tunocaria rubiginosa là một loài bướm đêm trong họ Noctuidae.